# Akhtala (monastère)
Vous lisez un « bon article » labellisé en 2008.
Le monastère d'Akhtala (en arménien Ախթալա վանք ; en géorgien ახტალის ტაძარი) est un monastère-forteresse arménien du Xe siècle situé à proximité de la ville d'Akhtala, dans le marz de Lorri, à 185 kilomètres au nord d'Erevan. Ce monastère anciennement chalcédonien n'est actuellement pas en activité. Également connue sous le nom Agarak, la forteresse a joué un rôle majeur dans la protection des régions du nord-ouest de l'Arménie et est une des mieux préservées du pays. L'église principale du complexe est renommée pour ses fresques. Le monastère apparaît pour la première fois sous ce nom dans un décret royal de 1438 ; le nom serait d'origine turque et signifierait « clairière blanche ».

## Établissements préhistoriques
Entre 1887 et 1889, l'archéologue et géologue français Jacques de Morgan, qui est également pendant une partie de cette période directeur des mines de cuivre, met au jour 576 sépultures rectangulaires contenant notamment des objets en céramique, en bronze et en fer, à proximité d'Akthala, remontant au VIIIe siècle av. J.-C.. La forteresse du Xe siècle a en outre probablement été érigée sur des fondations de l'âge du bronze et de l'âge du fer.

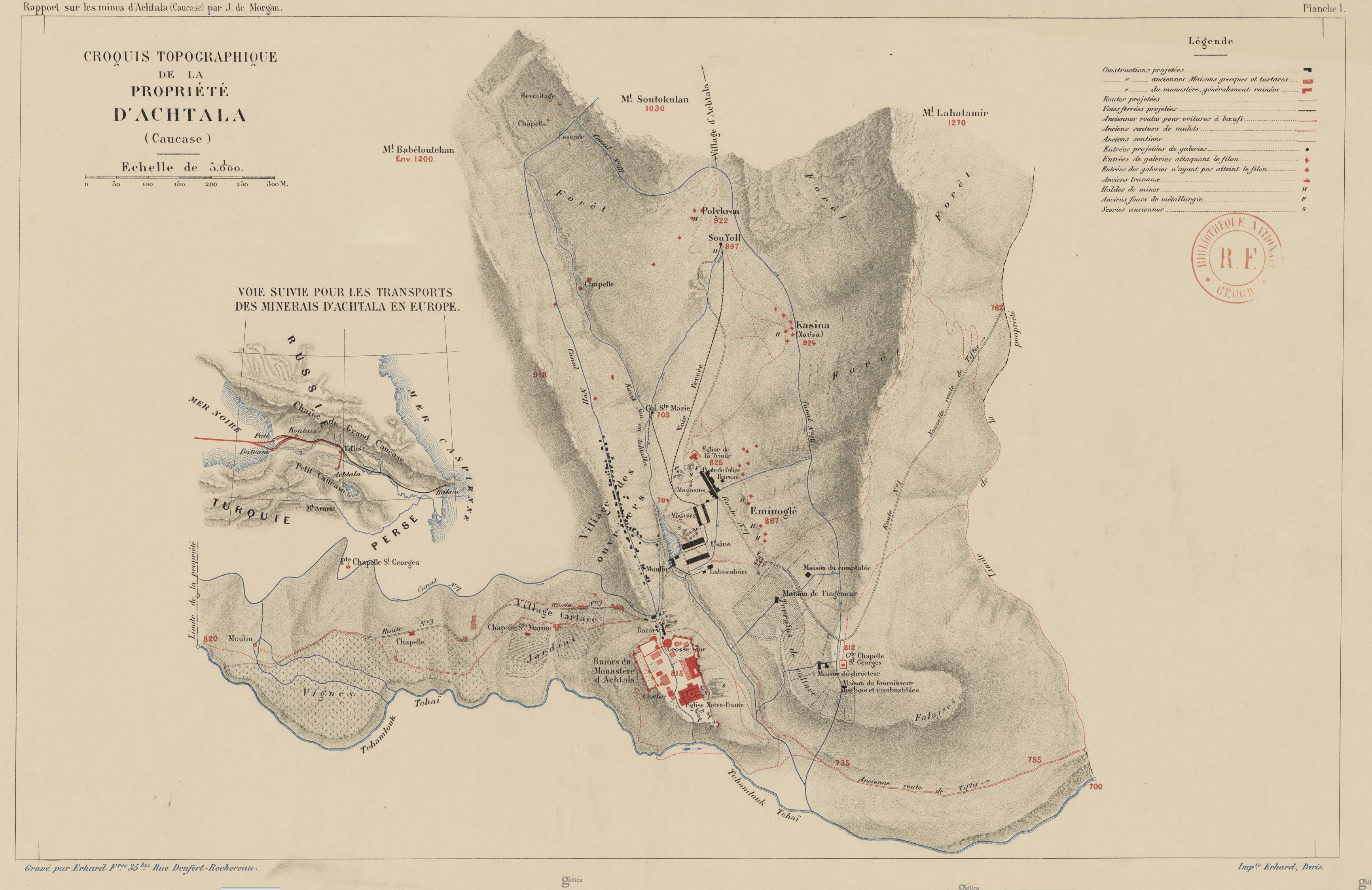
Croquis topographique de la propriété d'Achtala (1886).

## Le site médiéval
Pour des articles plus généraux, voir Royaume de Lorri et Arménie zakaride.

### La forteresse
La forteresse est construite à la fin du Xe siècle par la branche bagratide issue de Gourgen Ier, roi de Lorri, le frère du roi Achot III d'Arménie. Achot a établi ce royaume au Gougark en 972, probablement dans le but d'arméniser politiquement et culturellement les confins arméno-géorgiens, mais sous la pression des Seldjoukides, ses rois migrent en Tavush en 1113, tout en maintenant des liens avec Akhtala, jusqu'à la fin du XIIe siècle.

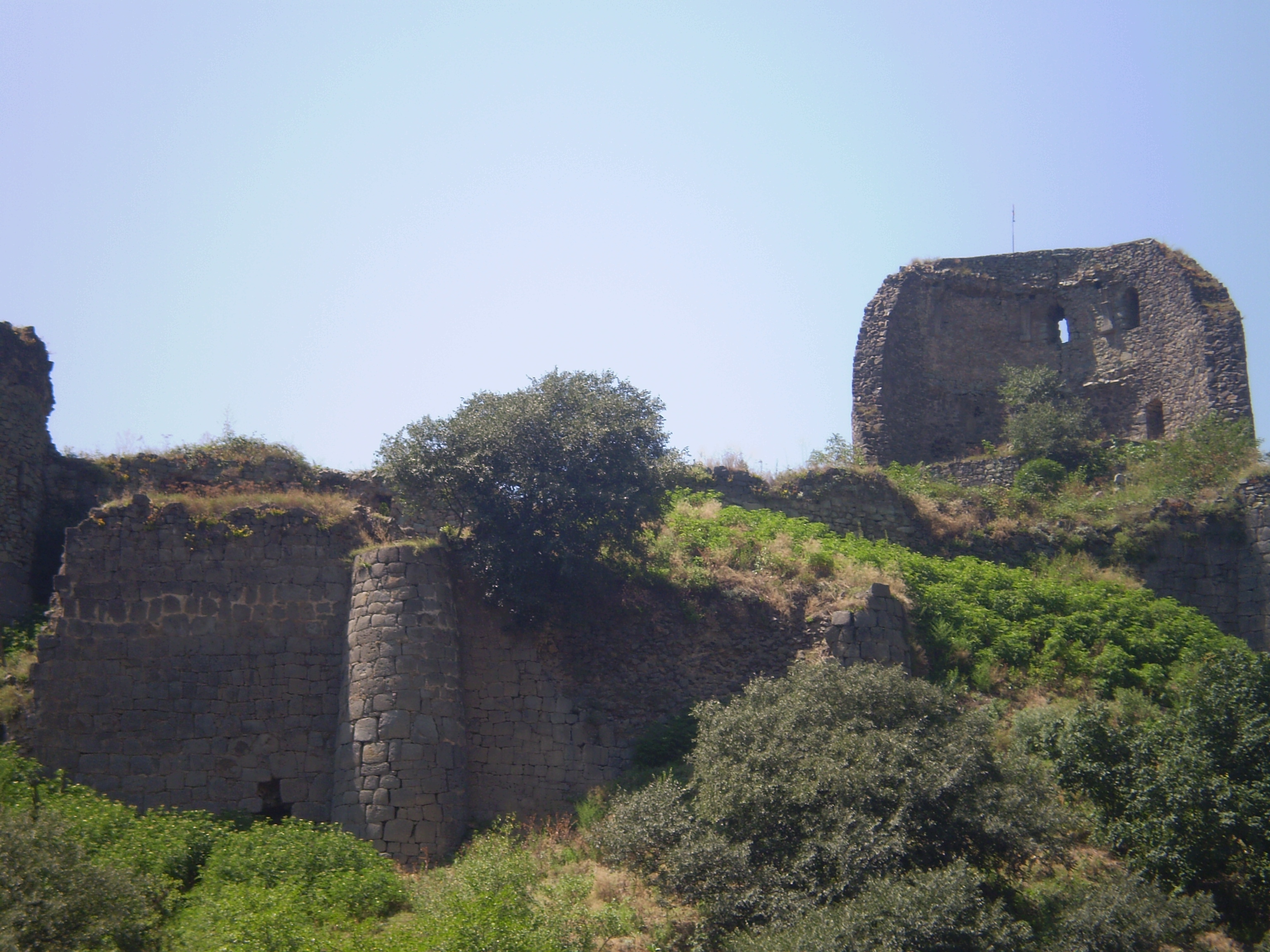
Rempart oriental.
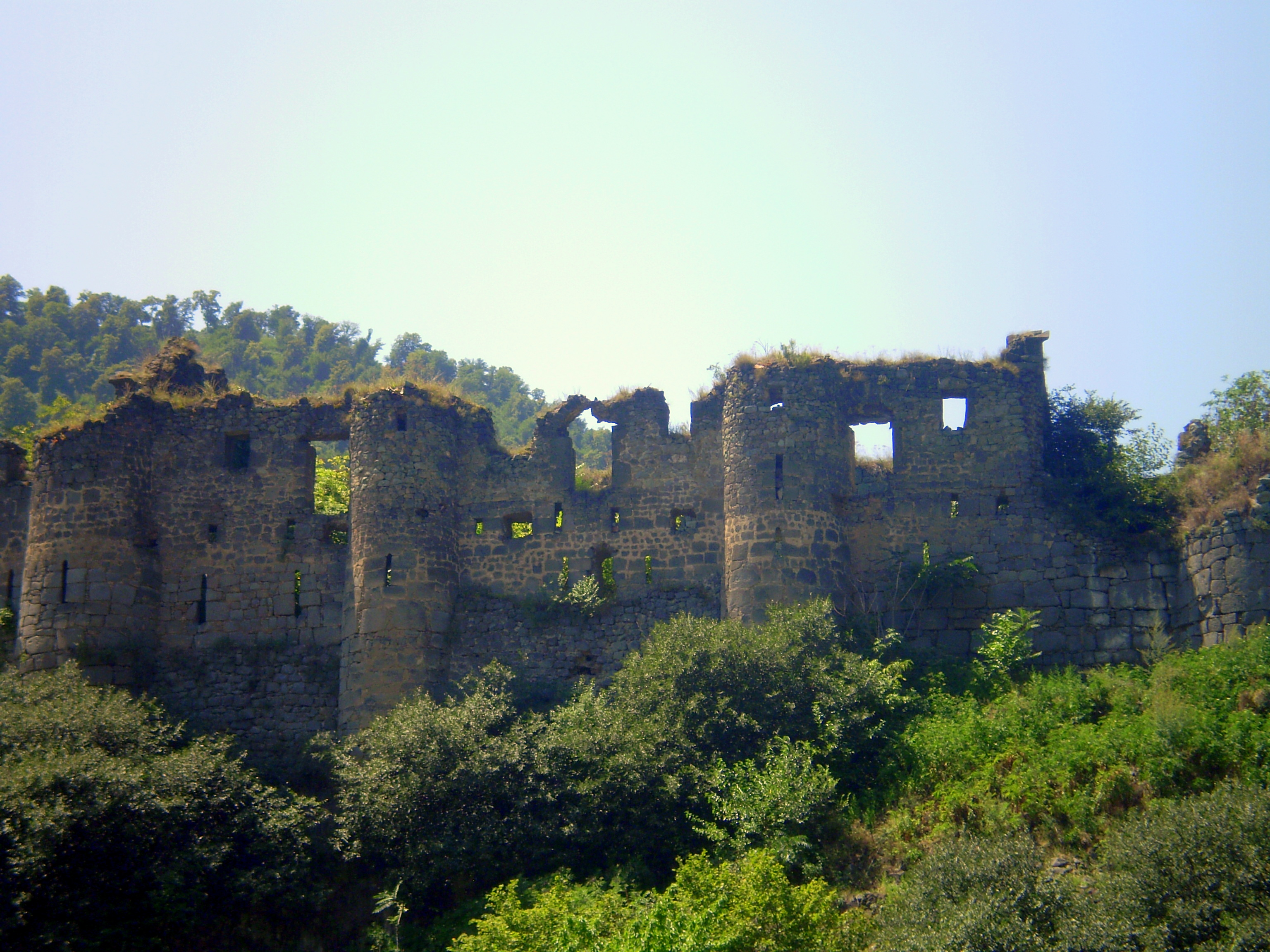
Rempart oriental.
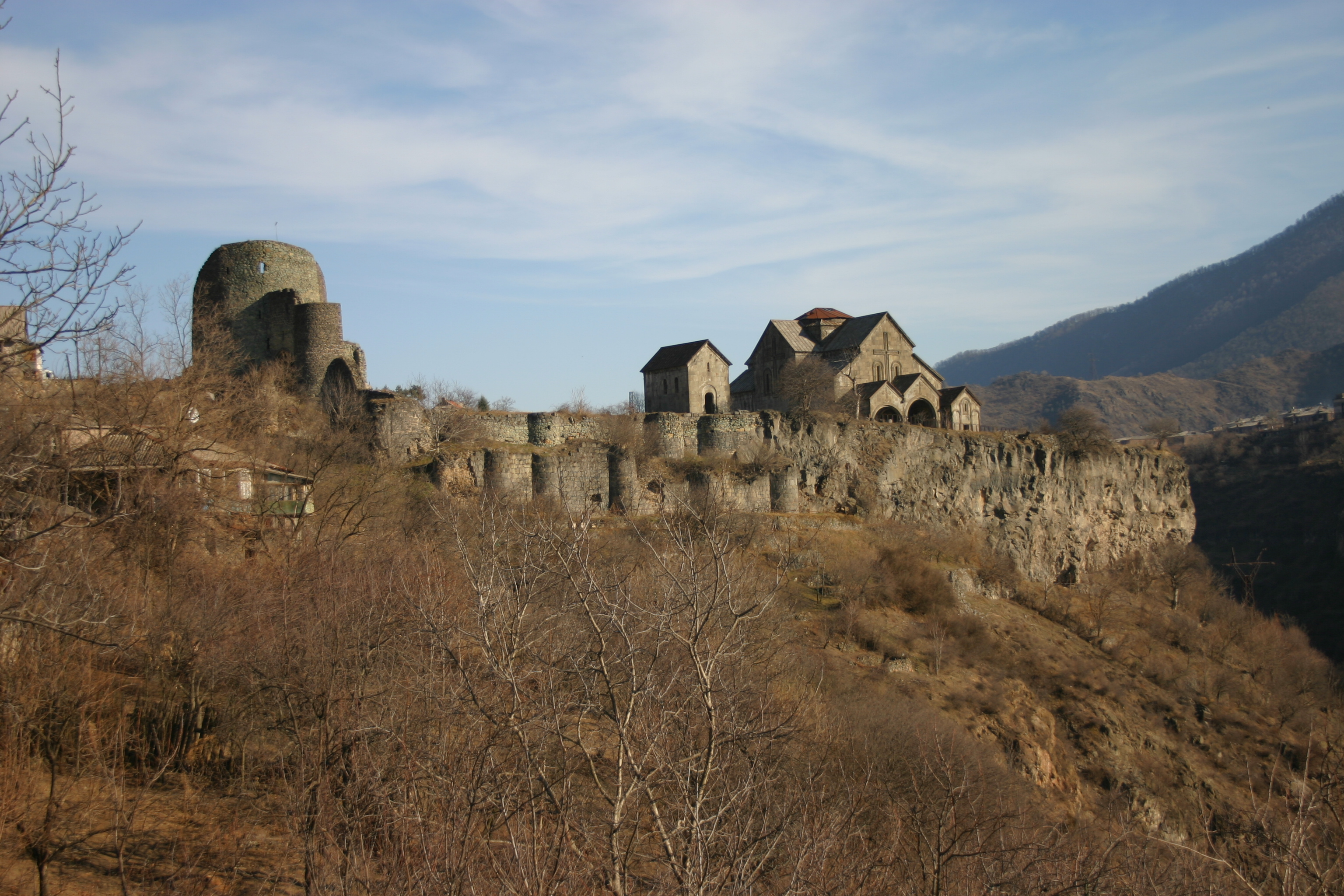
Rempart occidental.

Aux XIIe et XIIIe siècles, la libération de la majeure partie de l'Arménie par les Géorgiens rend vie au site, pris dès 1118. Les historiens de ce siècle Kirakos de Gandzak et Vardan Areveltsi nomment la région Pghndzahank (« mine de cuivre ») en raison de ses riches gisements de cuivre. Kirakos écrit : « Ivanê, le frère de Zakarê, mourut également [cette année] et fut enterré à Pghndzahank près de l'église qu'il avait construite, la prenant aux Arméniens et la transformant en un monastère géorgien ». Pghndzahank devient alors la propriété d'Ivanê Zakarian dans les années 1180. Alors que son frère Zakarê est apostolique arménien, il se rallie à l'orthodoxie grecque de la cour géorgienne, s'attirant sa bienveillance et acquérant de l'influence parmi les Arméniens chalcédoniens du nord et du nord-ouest de l'Arménie. Les princes Zakarian commencent toutefois à perdre le contrôle de la région dans les années 1220, à la suite des invasions mongoles de la Géorgie et de l'Arménie. Le fils d'Ivanê, Avag, se voit contraint de reconnaître la suzeraineté mongole, laquelle dure jusqu'en 1335 à la suite d'incursions de tribus turcomanes. À la fin du XIVe siècle, l'Arménie tombe aux mains des Qara Qoyunlu, qui y règnent avant et après les invasions de Tamerlan. Une falaise proche d'Akhtala est nommée Lenktemur, d'après Tamerlan qui, selon la tradition locale, y aurait enterré une de ses épouses.

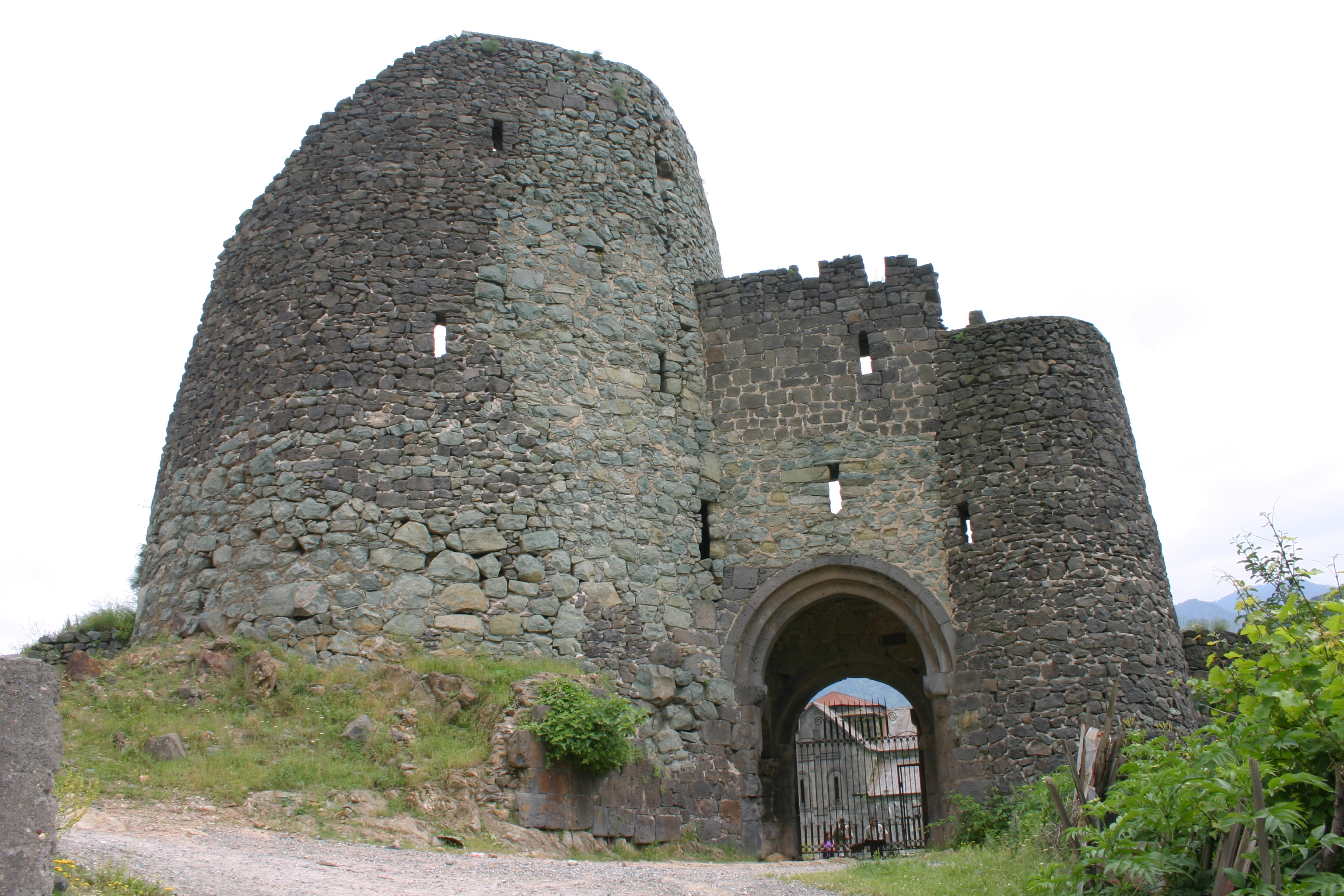
Rempart septentrional depuis le nord. Entrée unique du complexe.
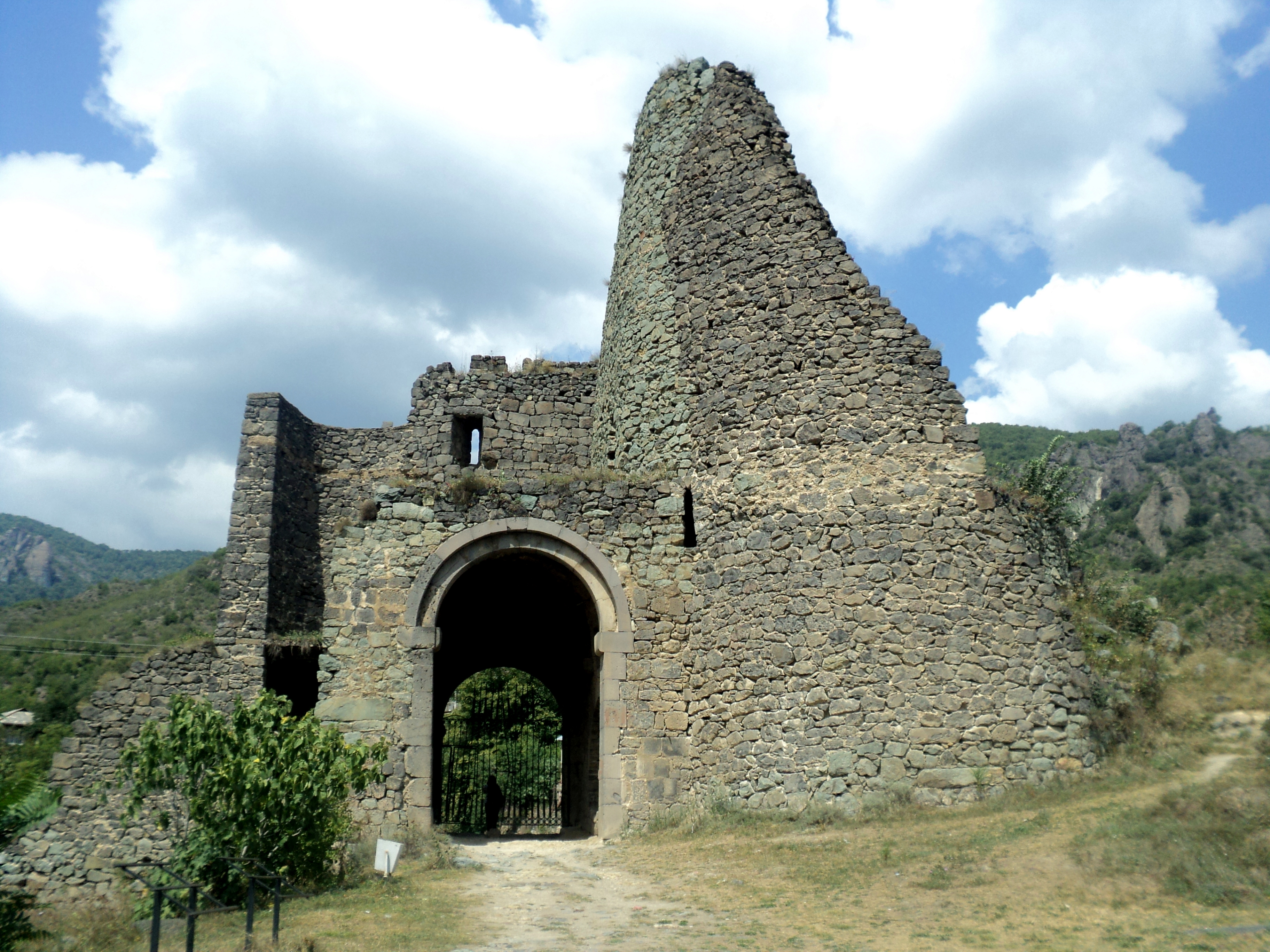
Rempart septentrional depuis le sud.
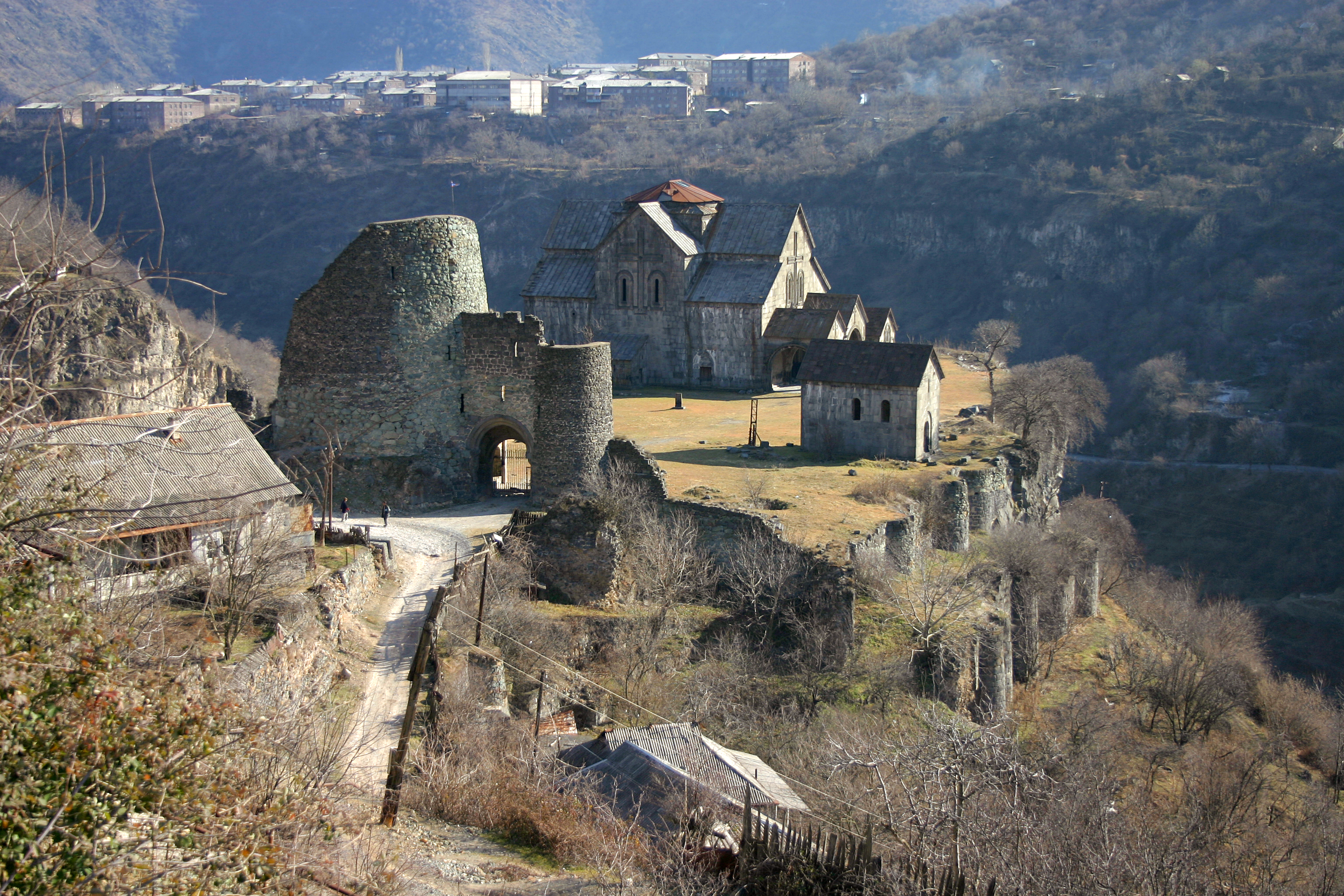
Rempart septentrional et l'église.

La forteresse est construite sur une élévation rocheuse entourée de canyons profonds sur trois côtés, ce qui lui offre une protection naturelle. Les endroits les plus accessibles entre les falaises sont renforcés de tours et de murs de basalte et de mortier de chaux. La seule entrée du complexe se situe sur le côté nord et est également protégée par des tours en cloche et des murs.

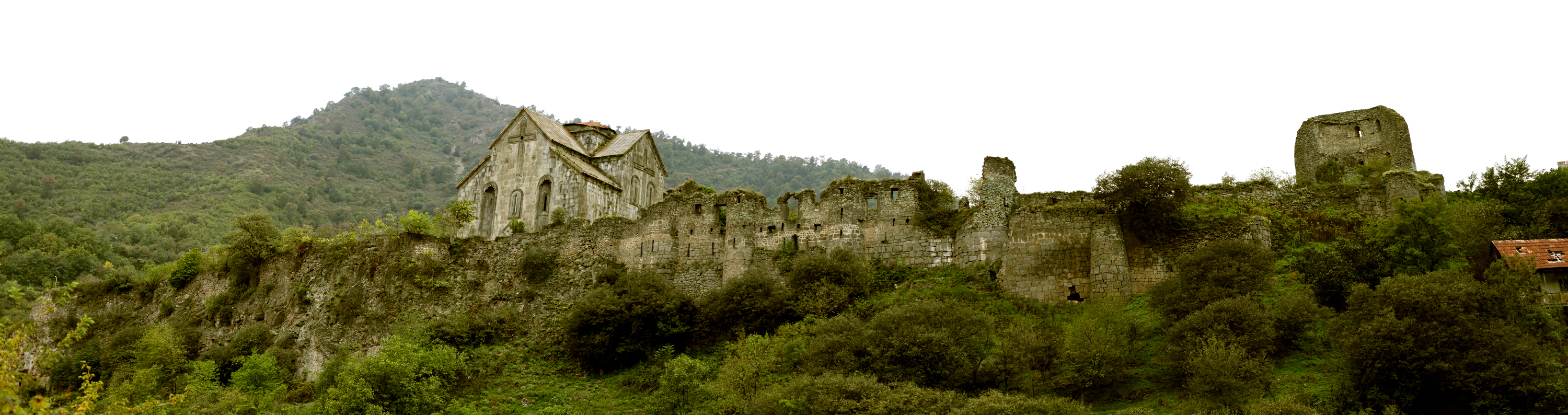
Rempart oriental et l'église.

### L'égliseSourp Astvatsatsin

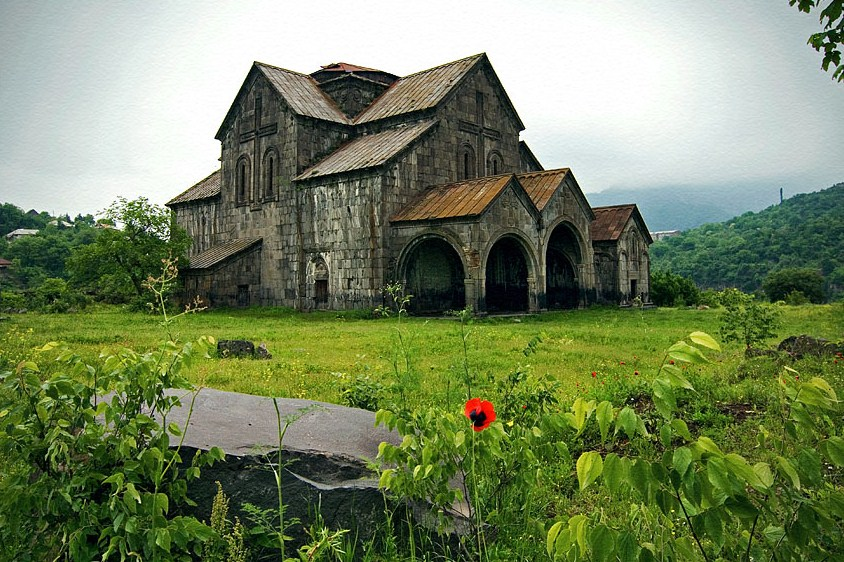
Sourp Astvatsatsin depuis le nord-ouest.

Le principal bâtiment du complexe est l'église Sourp Astvatsatsin (« Sainte-Mère-de-Dieu »), située au milieu de la forteresse. La date exacte de sa construction est inconnue, mais elle est généralement située aux XIe - XIIIe siècles. L'église a été fondée sur les restes d'un bâtiment plus ancien. Kirakos de Gandzak indique qu'Ivanê Zakarian a été enseveli près de l'église en 1227, et Stépanos Orbélian la mentionne en 1216. Les chercheurs modernes datent quant à eux ses fresques de 1205-1216. La princesse Mariam, fille de Gourgen II, a laissé une inscription au dos d'un khatchkar retrouvé à Ayor, près d'Akhtala, mentionnant l'érection de l'église. Cette inscription déclare : « Moi, la fille de Kyurikeh, Mariam, érigeai Sourp Astvatsatsin à Pghndzahank, que ceux qui nous honorent se souviennent de nous dans leurs prières ». En 1185, Mariam avait fait construire le gavit de l'église principale à Haghpat. La tradition locale fait quant à elle remonter la construction de l'église au VIIe siècle et l'attribue à l'empereur byzantin d'origine arménienne Héraclius ; selon une autre légende, elle aurait été construite au Ve siècle par le roi Vakhtang Ier d'Ibérie. Toutefois, aucune preuve ne supporte l'une de ces deux origines.
L'église contenait la croix qui, selon une tradition bien évidemment anachronique, fut utilisée par Jean le Baptiste pour baptiser Jésus. Ce serait Vasak, le père du prince Prosh, qui l'aurait donnée à Ivanê Zakarian, qui l'a ultérieurement vendue chèrement au monastère de Noravank, en Syunik.
Cruciforme, Sourp Astvatsatsin appartient au genre des basiliques à dôme, avec les contreforts couplés aux chapelles latérales de l'abside. Deux paires d'arcs divisent l'espace longitudinal de prière en trois nefs, dont la centrale, également dotée de chapelles latérales, se termine à l'est par une abside semi-circulaire et des chapelles latérales dotées de sacristies. L'axe vertical du bâtiment était couronné d'un dôme massif à pointe et à tambour cylindrique. Ce dôme fut endommagé durant les invasions de Tamerlan et entièrement détruit en 1784 lors d'une invasion avare depuis le Daghestan. Au XIXe siècle, le vice-roi du Caucase, le prince Mikhaïl Semionovitch Vorontsov, fait construire un dôme semi-sphérique en bois et recouvert de métal ; ce dôme a été rénové pendant la période soviétique.
L'église se caractérise par son iconographie riche en thèmes et aux couleurs variées (dominées par le bleu) ; ses fresques constituent l'une des meilleures représentations de l'art byzantin hors des frontières traditionnelles de l'empire. La majorité d'entre elles portent des inscriptions en grec. Elles ont été réalisées sous le patronage d'Ivanê Zakarian, entre 1205 et 1216. Des parallèles ont été faits entre elles et les miniatures de l'Évangile de Mougni. Les scènes, dont le traitement de la couleur est caractéristique de l'art byzantin mais dont les solutions thématiques sont plus arméniennes, sont tirées de l'Ancien et du Nouveau Testaments et représentent également divers saints, comme saint Grégoire l'Illuminateur. Une grande représentation de la Vierge à l'enfant surplombe l'autel ; elle a été sévèrement endommagée. Sous la Vierge figure une représentation de la Cène où Jésus figure deux fois, se tournant à gauche et à droite et partageant le pain avec les apôtres. Les représentations de Pierre, Jean, Paul et Matthieu ont survécu. Sous cette Cène figurent des saints chrétiens, dont le pape Sylvestre Ier, Jacques le Mineur, Jean Chrysostome, Basile de Césarée, Grégoire l'Illuminateur, Jacob de Mtsbin, le pape Clément Ier, Grégoire le Thaumaturge, Cyrille d'Alexandrie et Eusèbe de Césarée. Les fresques du mur occidental dépeignent le royaume céleste, et celles du mur septentrional le jugement de Jésus avec le grand-prêtre Caïphe et Ponce Pilate. Les arcs, les niches et les colonnes sont également ornés de fresques. Une rénovation partielle des fresques a eu lieu en 1979.

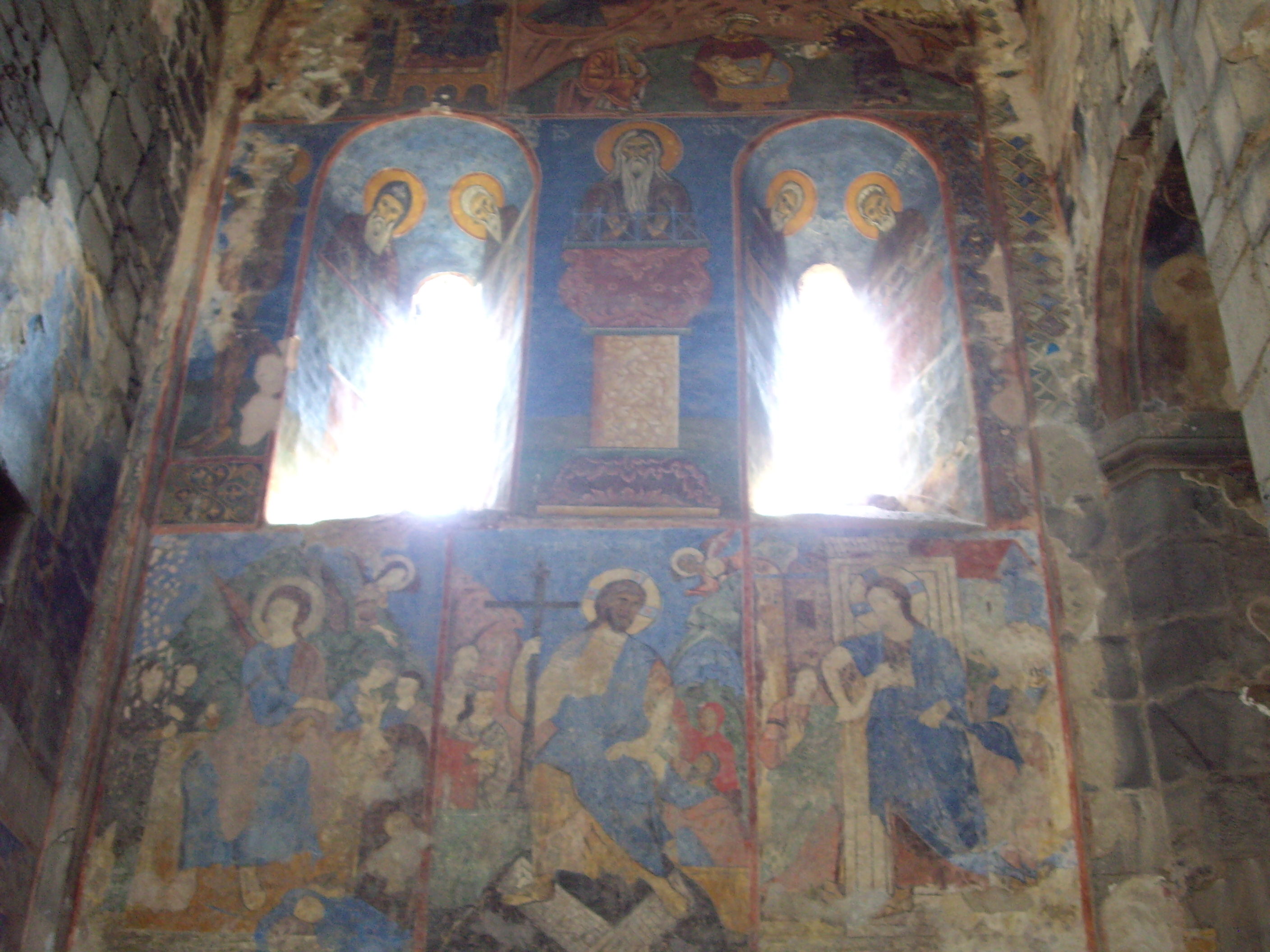
Fresques sur le mur méridional.
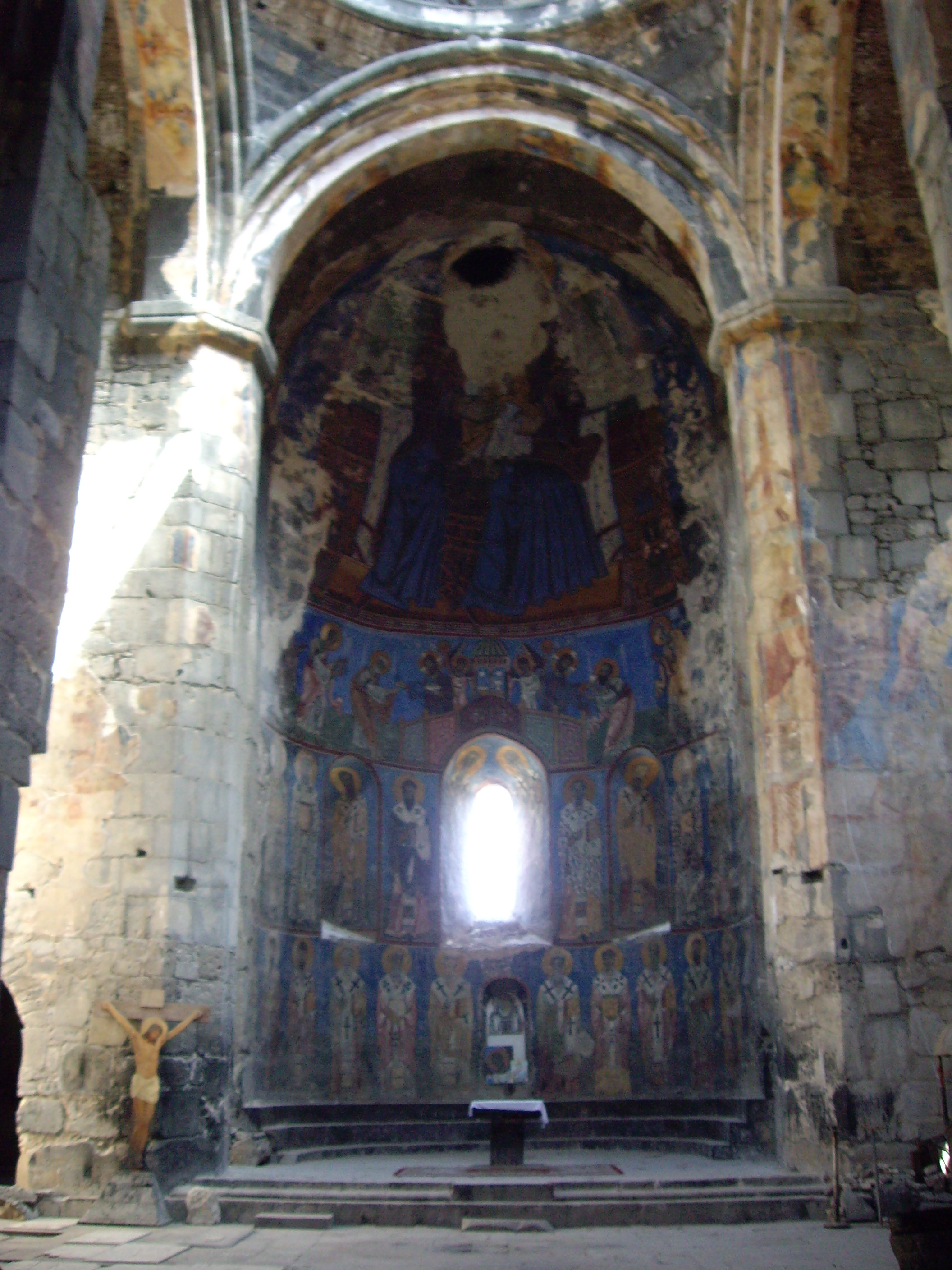
Autel principal et fresques.
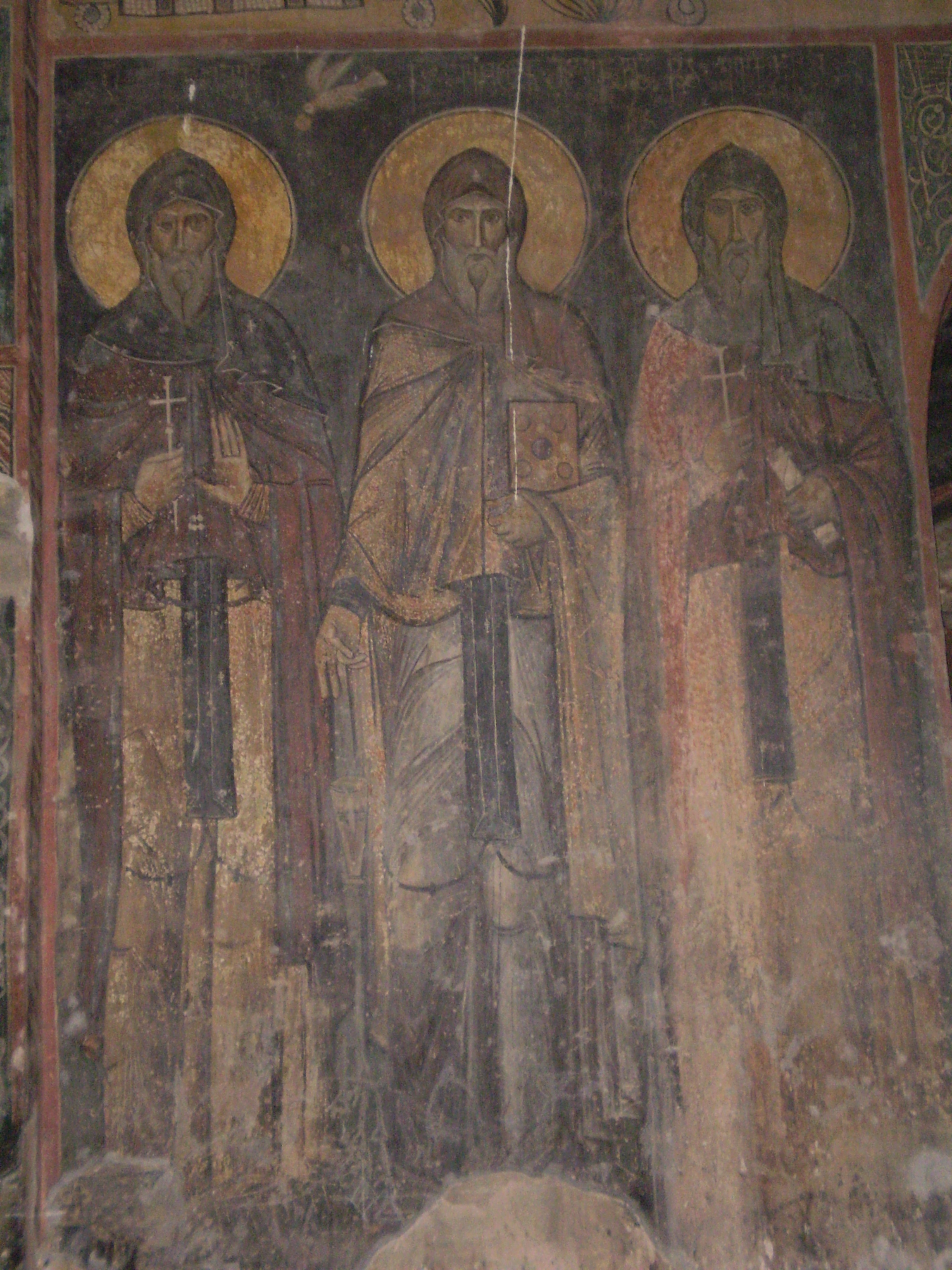
Fresques du mur occidental.
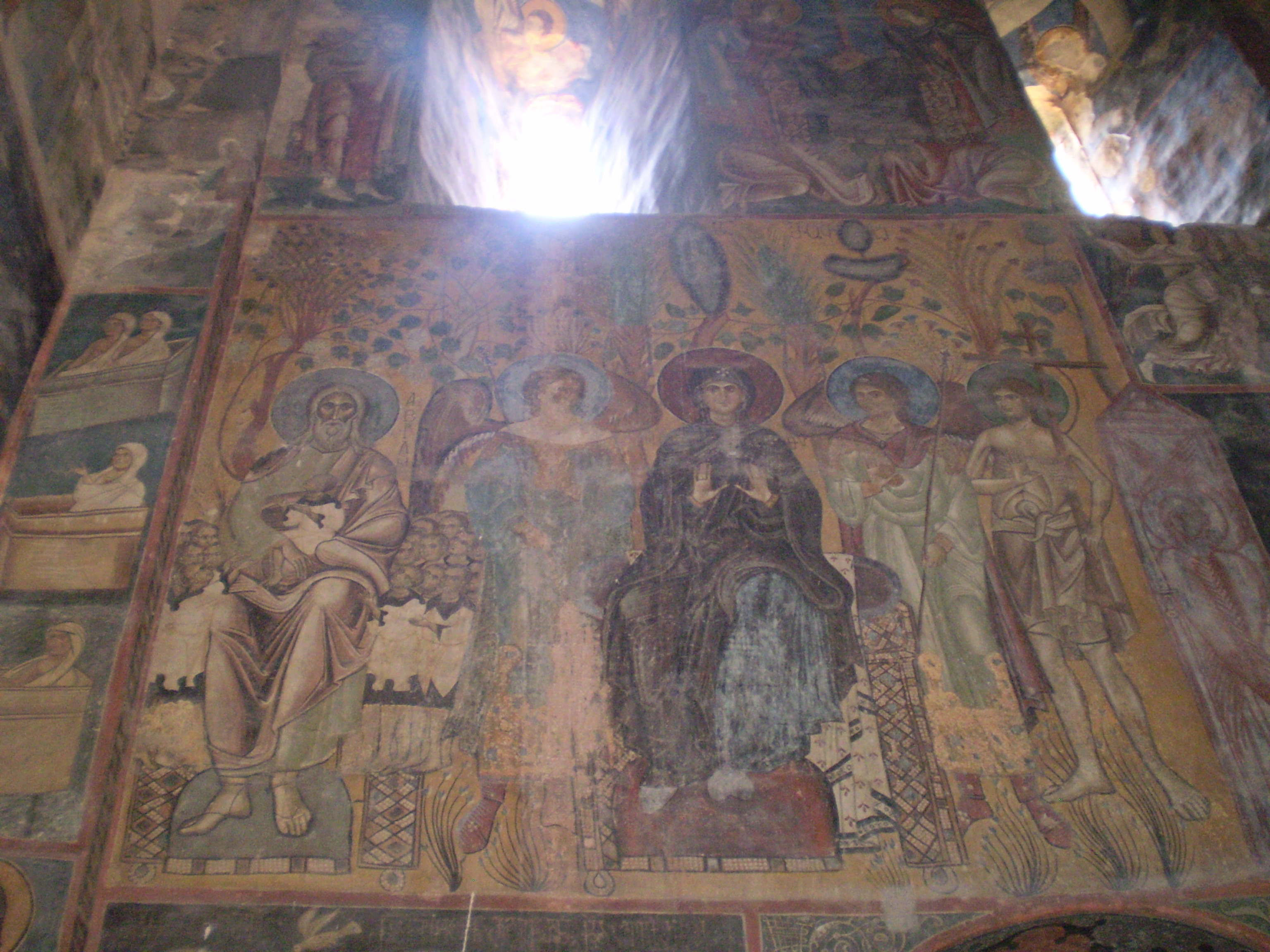
Fresques du mur occidental.

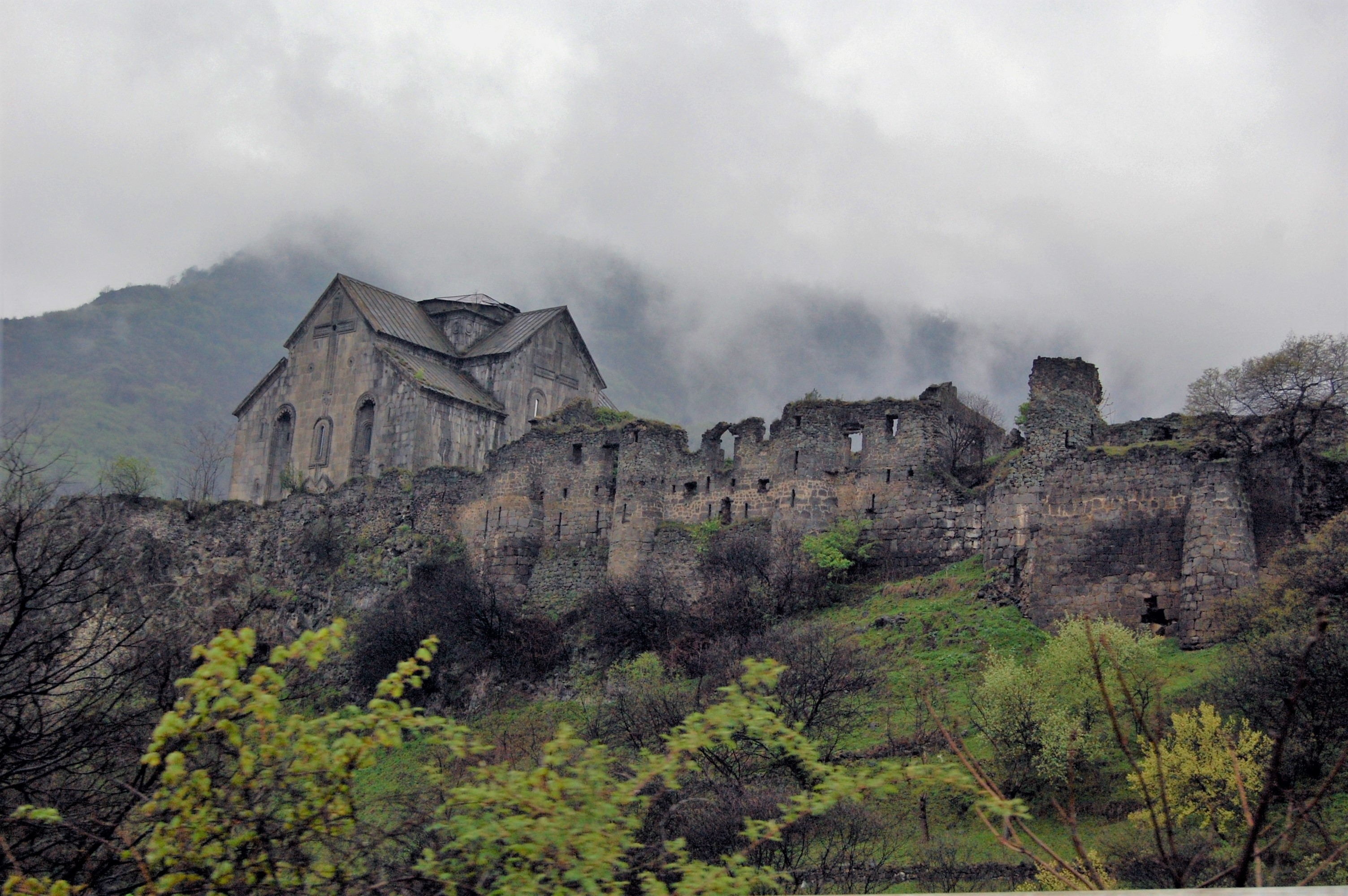
Rempart et l'église depuis la route (nord-est)
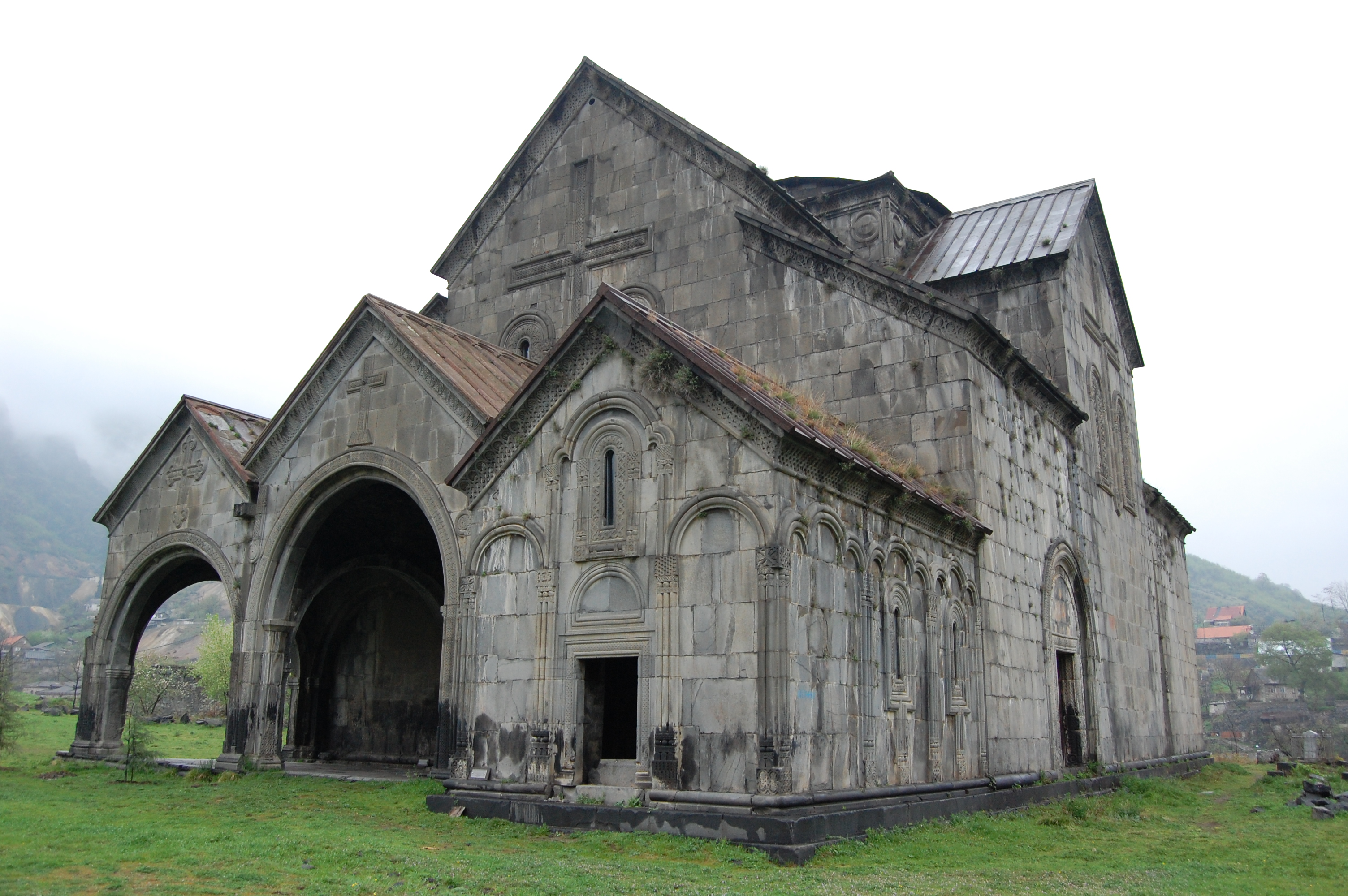
Sourp Astvatsatsin depuis le sud-ouest
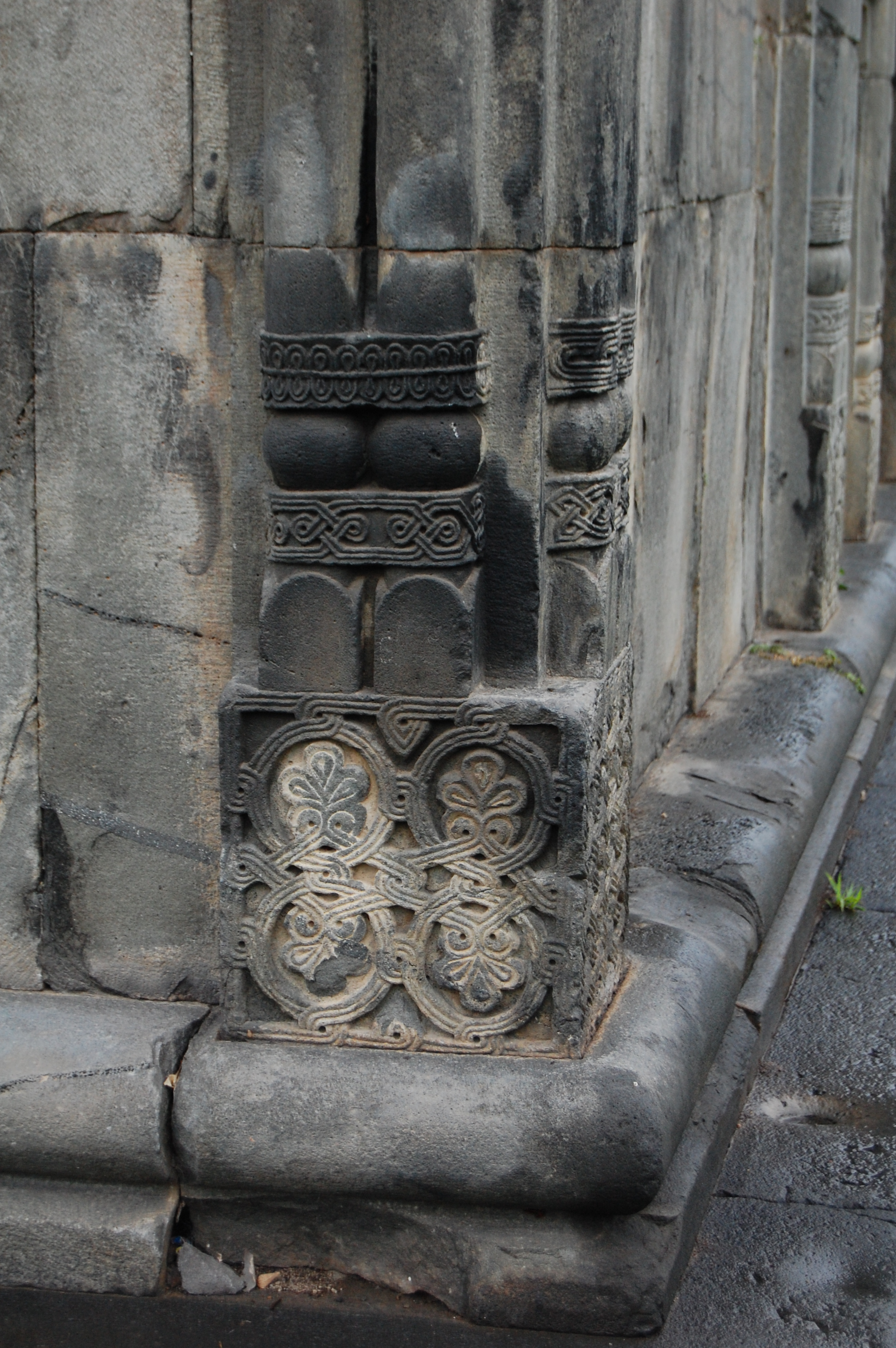
Fragment de la façade occidentale
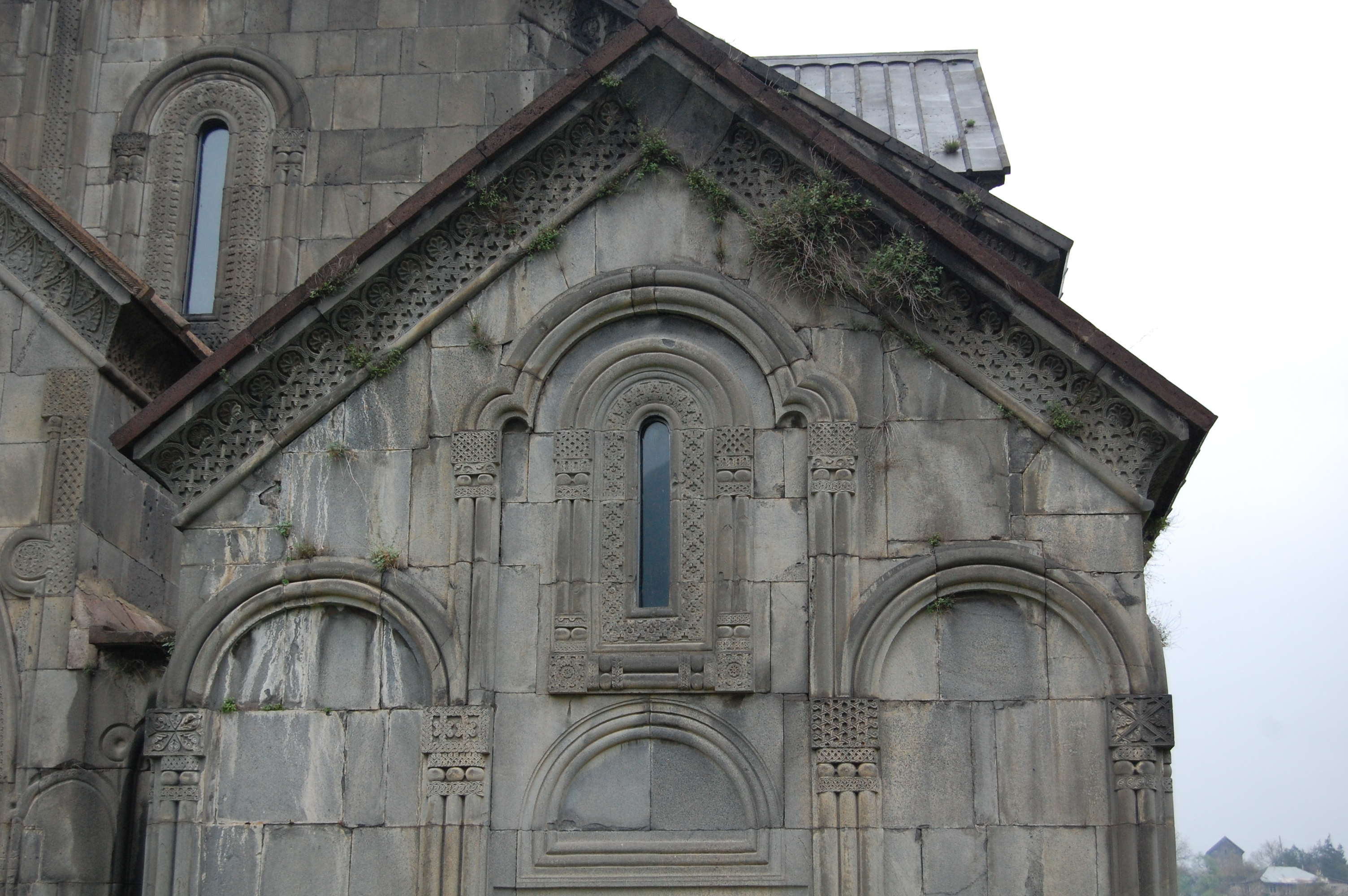
Fragment de la façade occidentale

### Autres structures

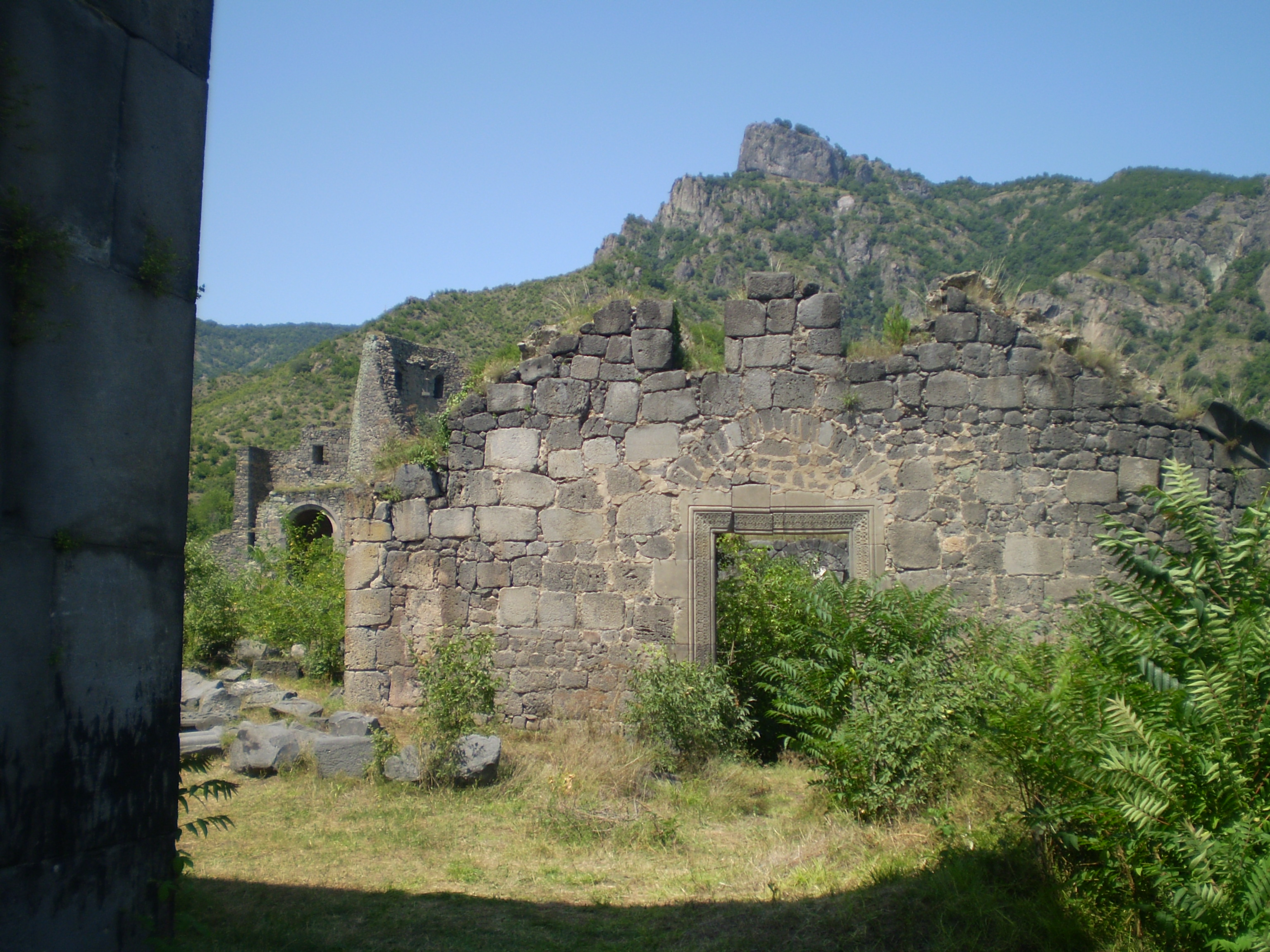
Ruines à l'intérieur du complexe.

La principale structure après l'église est l'édifice rectangulaire voûté adossé à son mur occidental, aligné sur sa façade (en complément d'un portique formé de deux arcs) et doté d'un toit en crête ; Ivanê Zakarian et son fils Avag ont été enterrés respectivement en 1227 et en 1250 dans ce bâtiment datant de la même période. Une petite structure au toit en appentis est attenante au mur septentrional de l'église, et était utilisée pour entreposer les instruments liturgiques. Au nord-ouest du monastère s'élève une église à nef unique et toit en crête, auprès de laquelle était située une autre construction qui n'a pas survécu. De nombreuses habitations et structures auxiliaires délabrées sont éparpillées sur le site, comme un bâtiment de deux étages qui abritait peut-être la garde. Le site comprend également un réseau de souterrains, des cryptes, des réservoirs à eau et des caves à vin, à l'instar de la plupart des monastères arméniens.
À proximité du monastère s'élèvent d'autres constructions médiévales, comme le monastère Sourp Yerordoutioun (« Sainte-Trinité »), l'église apostolique arménienne Sourp Gevorg (« Saint-Georges »), une source du XIIIe siècle, une chapelle russe du XIXe siècle, une église grecque, ainsi que des khatchkars.

### Simon de Pghndzahank
Le résident le plus connu du monastère est le traducteur et scribe Simon de Pghndzahank, dont le journal a survécu. Cet homme d'Église né en 1188 y réside pendant plusieurs années, y traduisant des textes théologiques byzantins. Il collabore avec un autre Arménien chalcédonien, Minas Syunakyats de Trébizonde. En 1227, Simon compile en un volume des travaux de Grégoire de Nysse. Simon traduit également en arménien les Éléments de théologie de Proclos, La Fontaine de la Sagesse de Jean Damascène, L'Échelle sainte de Jean Climaque, la Chronique géorgienne (Kartlis Tskhovreba) et l'Euchologion. Simon note également dans son journal qu'il n'a traduit que des ouvrages qui n'ont pas encore été traduits en arménien.

## Usages contemporains

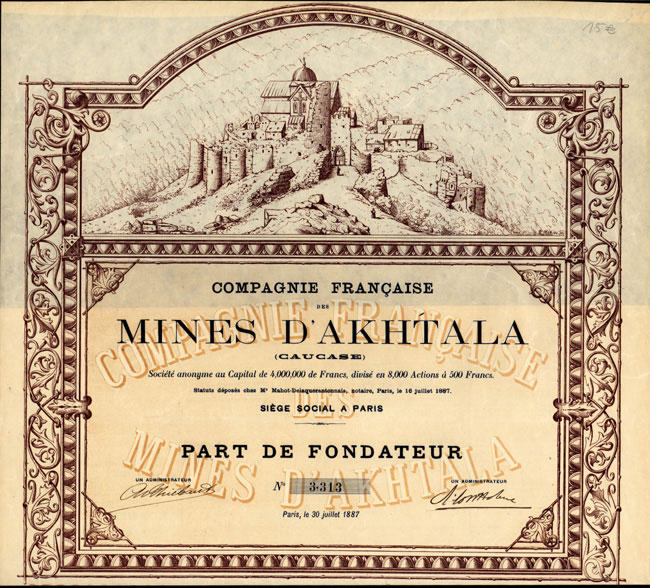
Obligation des mines d'Akhtala (1887).

À partir de la fin du XVIIIe siècle, le monastère sert de lieu de cultes à des Grecs établis à Akhtala pour y travailler dans les mines d'or et d'argent. En effet, environ 800 familles grecques ont été transférées de Gümüşhane (empire ottoman) à Akhtala en 1763 par le roi Héraclius II de Géorgie. Les Grecs nomment le monastère Meramani et y laissent des inscriptions sur ses murs. Au XIXe siècle, le monastère revient aux princes arméniens Mélikov.
En 1968, le réalisateur Sergueï Paradjanov y filme deux épisodes de son film sur Sayat-Nova, La couleur de la grenade.
Aujourd'hui, le monastère est le lieu d'un pèlerinage les 20 et 21 septembre et voit affluer Arméniens, Grecs et Géorgiens. Une mine et une usine de traitement d'Akhtala déversent des rejets des mines de cuivre dans la ravine sous le monastère, constituant une menace pour la santé des locaux.